# ISO 3166-2:MY
کد ISO 3166-2:MY بخشی از استاندارد ایزو ۳۱۶۶ برای کشور مالزی است که توسط سازمان بین‌المللی استانداردسازی ISO تنظیم شده‌است این سازمان، کدهای استاندارد را برای تقسیمات کشوری (ایالت‌ها یا استان‌های) کشورهای فهرست شده در استاندارد ایزو ۳۱۶۶-۱ تعریف می‌کند.
هر کد شامل دو بخش می‌گردد که توسط علامت - جدا می‌گردند.
- بخش نخست MY که در ایزو ۳۱۶۶-۱ آلفا-۲ کد کشور مالزی است.
- بخش دوم شامل یک یا دو یا سه حرف است که بیان‌کننده استان یا ایالت کشور مالزی می‌باشد.

## کدها
| کدها  | ایالت         | کدها precedente |
| ----- | ------------- | --------------- |
| MY-14 | کوالالامپور   | MY-W            |
| MY-15 | لابوآن        | MY-L            |
| MY-16 | پوتراجایا     | -               |
| MY-01 | جوهور (ایالت) | MY-J            |
| MY-02 | کداح          | MY-K            |
| MY-03 | کلانتان       | MY-D            |
| MY-04 | ملاکا (ایالت) | MY-M            |
| MY-05 | نگاری سمبیلان | MY-N            |
| MY-06 | پاهانگ        | MY-C            |
| MY-08 | پراک          | MY-A            |
| MY-09 | پرلیس         | MY-R            |
| MY-07 | پنانگ         | MY-P            |
| MY-12 | صباح          | MY-SA           |
| MY-13 | ساراواک       | MY-SK           |
| MY-10 | سلانگور       | MY-B            |
| MY-11 | ترنگانو       | MY-T            |